# Retonfey
Retonfey település Franciaországban, Moselle megyében. Lakosainak száma 1332 fő (2022. január 1.). Retonfey Les Étangs, Glatigny, Noisseville, Sainte-Barbe, Servigny-lès-Sainte-Barbe, Silly-sur-Nied, Colligny-Maizery és Ogy-Montoy-Flanville községekkel határos.

## Népesség
A település népessége az elmúlt években az alábbi módon változott:
| Lakosok száma | 332  | 1171 | 1233 | 1329 | 1355 | 1375 | 1384 | 1357 | 1344 | 1332 |
|               | 1968 | 1982 | 1990 | 2006 | 2013 | 2015 | 2017 | 2019 | 2020 | 2022 |